# Arrondissement Barbezieux
Barbezieux is een voormalig arrondissement in het departement Charente in de Franse regio Nouvelle-Aquitaine. Het arrondissement werd op 17 februari 1800 gevormd en op 10 september 1926 opgeheven. De zes kantons werden bij de opheffing verdeeld over de arrondissementen Cognac en Angoulême.

## Kantons
Het arrondissement was samengesteld uit de volgende kantons:
- kanton Aubeterre-sur-Dronne - toegevoegd aan het arrondissement Angoulême
- kanton Baignes-Sainte-Radegonde - toegevoegd aan het arrondissement Cognac
- kanton Barbezieux-Saint-Hilaire - toegevoegd aan het arrondissement Cognac
- kanton Brossac - toegevoegd aan het arrondissement Cognac
- kanton Chalais - toegevoegd aan het arrondissement Angoulême
- kanton Montmoreau-Saint-Cybard - toegevoegd aan het arrondissement Angoulême

Het kanton Deviat werd een jaar na de oprichting reeds opgeheven.